# انولا گی
انولا گی (به انگلیسی: Enola Gay) یک هواگرد بمب‌افکن ساختِ کارخانهٔ گلن ال. مارتین کمپانی در کشور ایالات متحده آمریکا بود که به نام انولا گی تیبت، مادر سرهنگ پل تیبت نامگذاری شد. در ۶ اوت سال ۱۹۴۵، این هواپیما با هدایت تیبت و رابرت ای. لوئیس در آخرین عملیات‌های جنگ جهانی دوم، نخستین هواپیمایی بود که بمب اتمی را بر فراز شهر هیروشیما در ژاپن فرو انداخت. این بمب که با نام رمز عملیاتی پسر کوچک شناخته‌می‌شد، تقریباً باعث نابودی و تخریب کامل این شهر شد.
انولا گی با شماره سریال ۴۴–۸۶۲۹۲ توسط گلن ال. مارتین کمپانی (که بعدها بخشی از لاکهید مارتین گشت) در کارخانه بمب‌افکن‌سازی مارتین واقع در بلویو، نبراسکا ساخته‌شد. جایی که امروزه به عنوان پایگاه نیروی هوایی اوففوت شناخته می‌شود. این بمب‌افکن، یکی از ۱۵ فروند بمب‌افکن بی-۲۹ بود که در طی پروژه منهتن سفارش ساخت آنها در قالب اسکادران نقره‌فام داده شده بود. در مجموع ۶۵ فروند از این مدل هواپیماها در طول جنگ جهانی دوم و پس از آن تکمیل شد. مهندسی ساخت آنها به شیوه‌ای بود که توانایی حمل و جابجایی تسلیحات هسته‌ای را فراهم می‌نمود. برخی از این تغییرات شامل درب‌های پنوماتیک، محفظهٔ بمب کاملاً اصلاح‌شده، ترمزهای قوی‌تر برای مواقع فرود، موتورهای تقویت‌شده با تزریق سوخت بیشتر و سیستم خنک‌کنندگی بهتر بودند

## نگارخانه

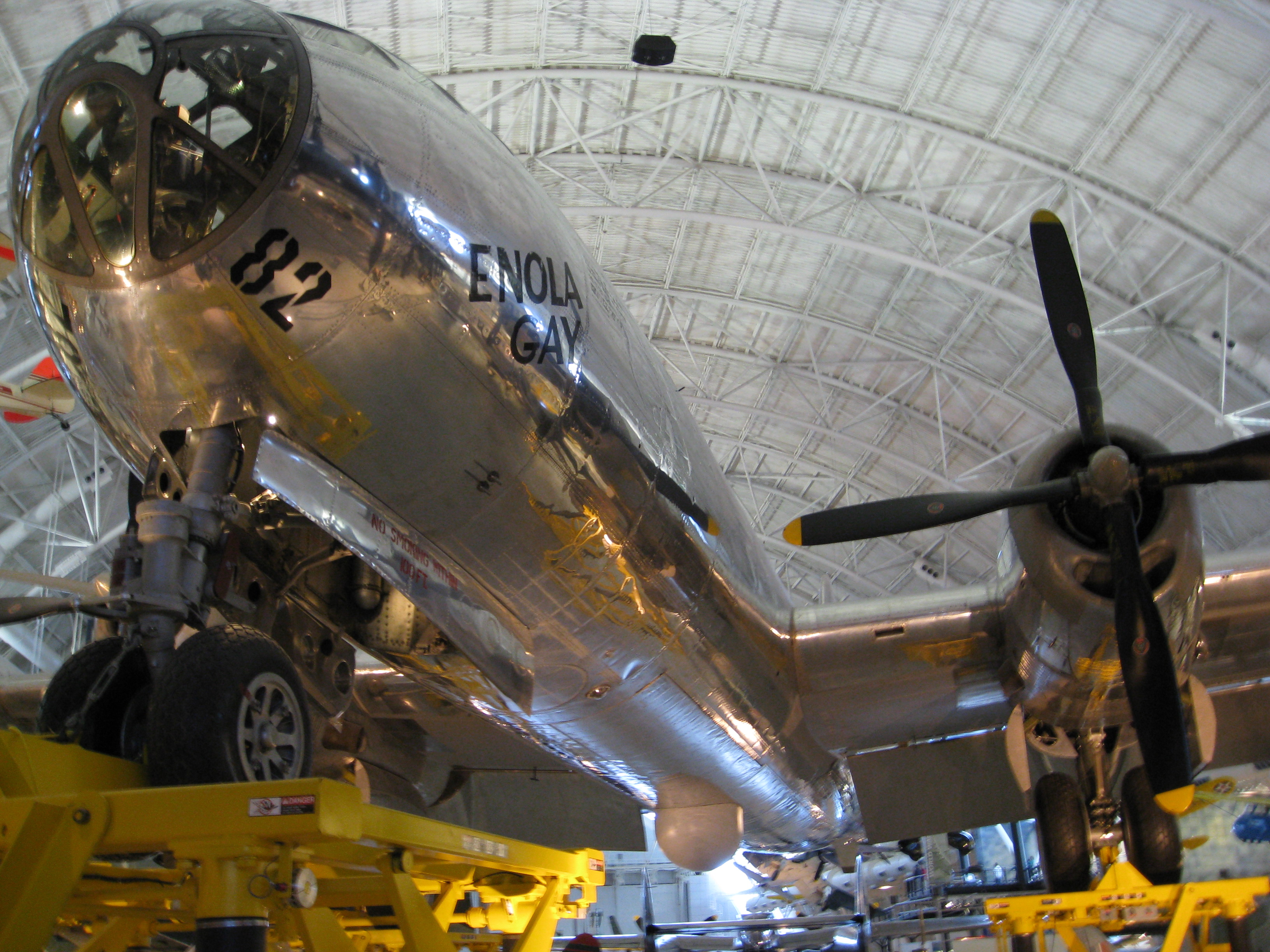
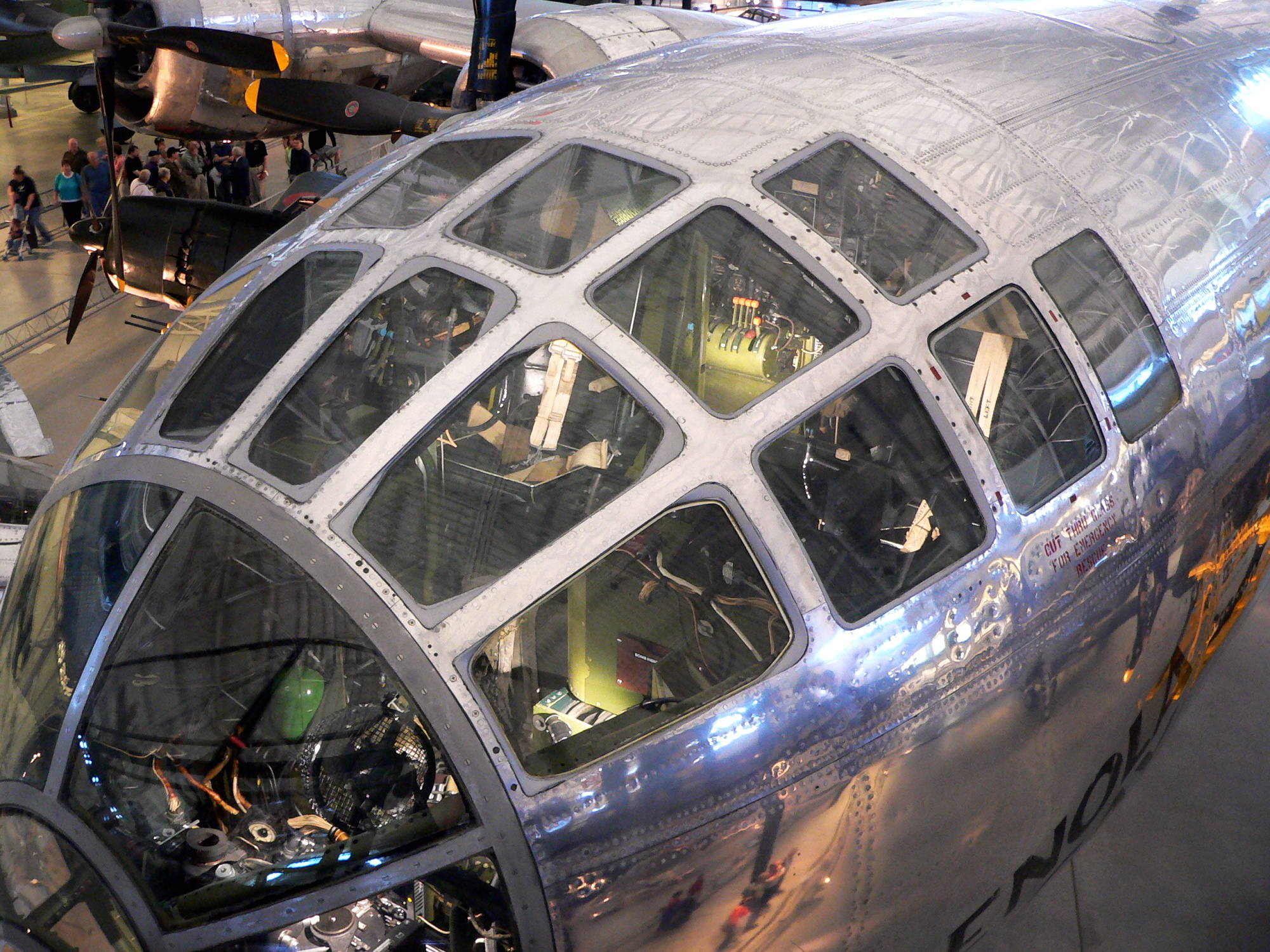
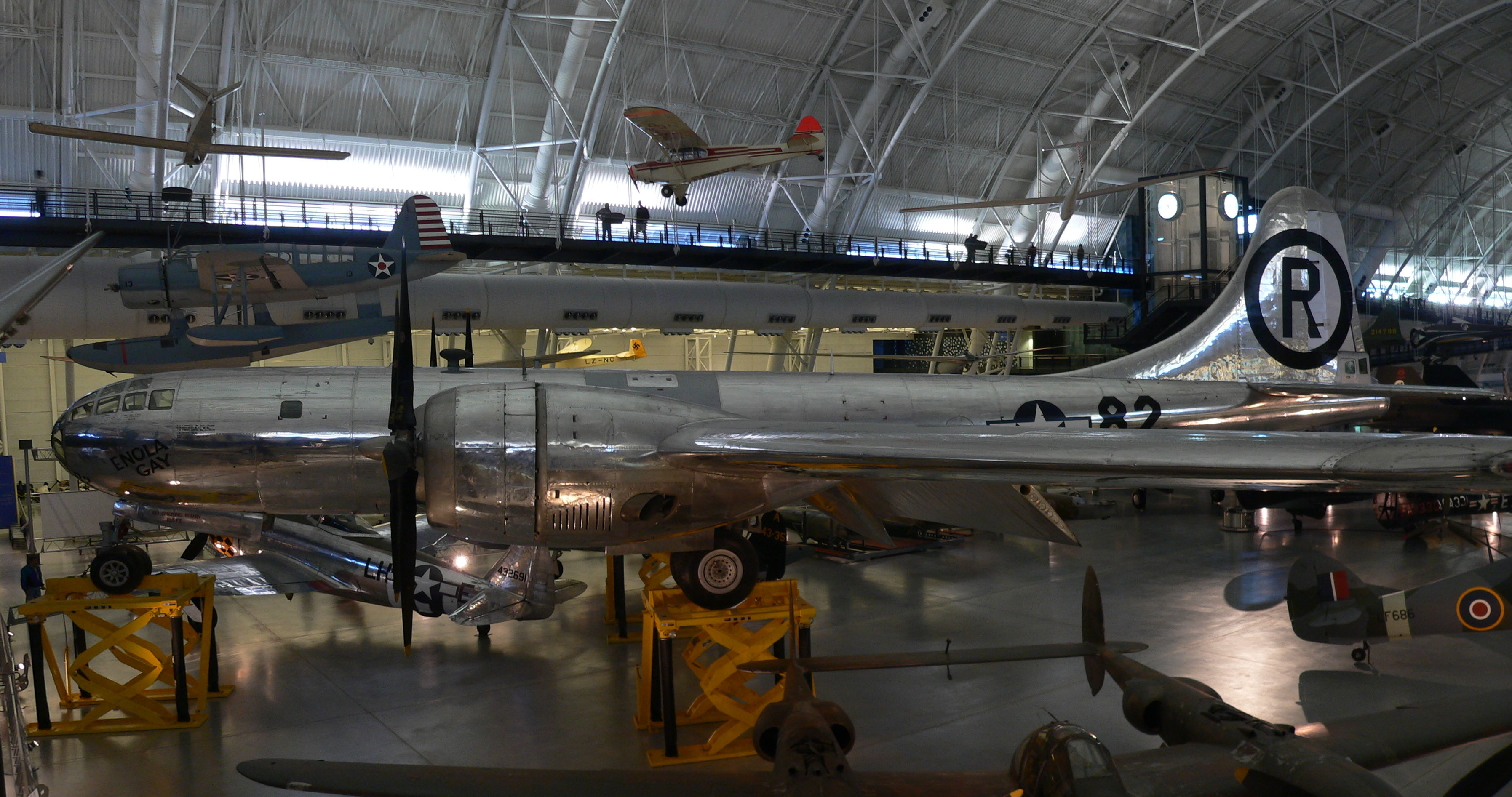
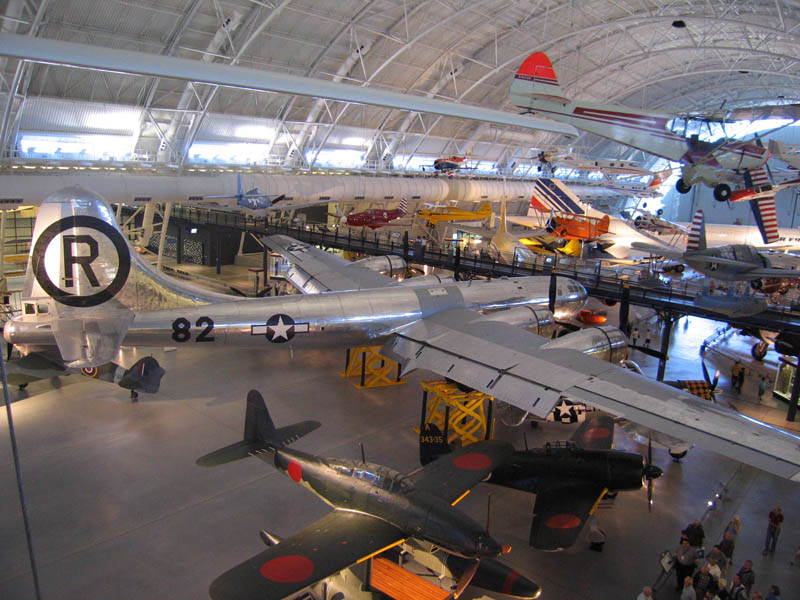
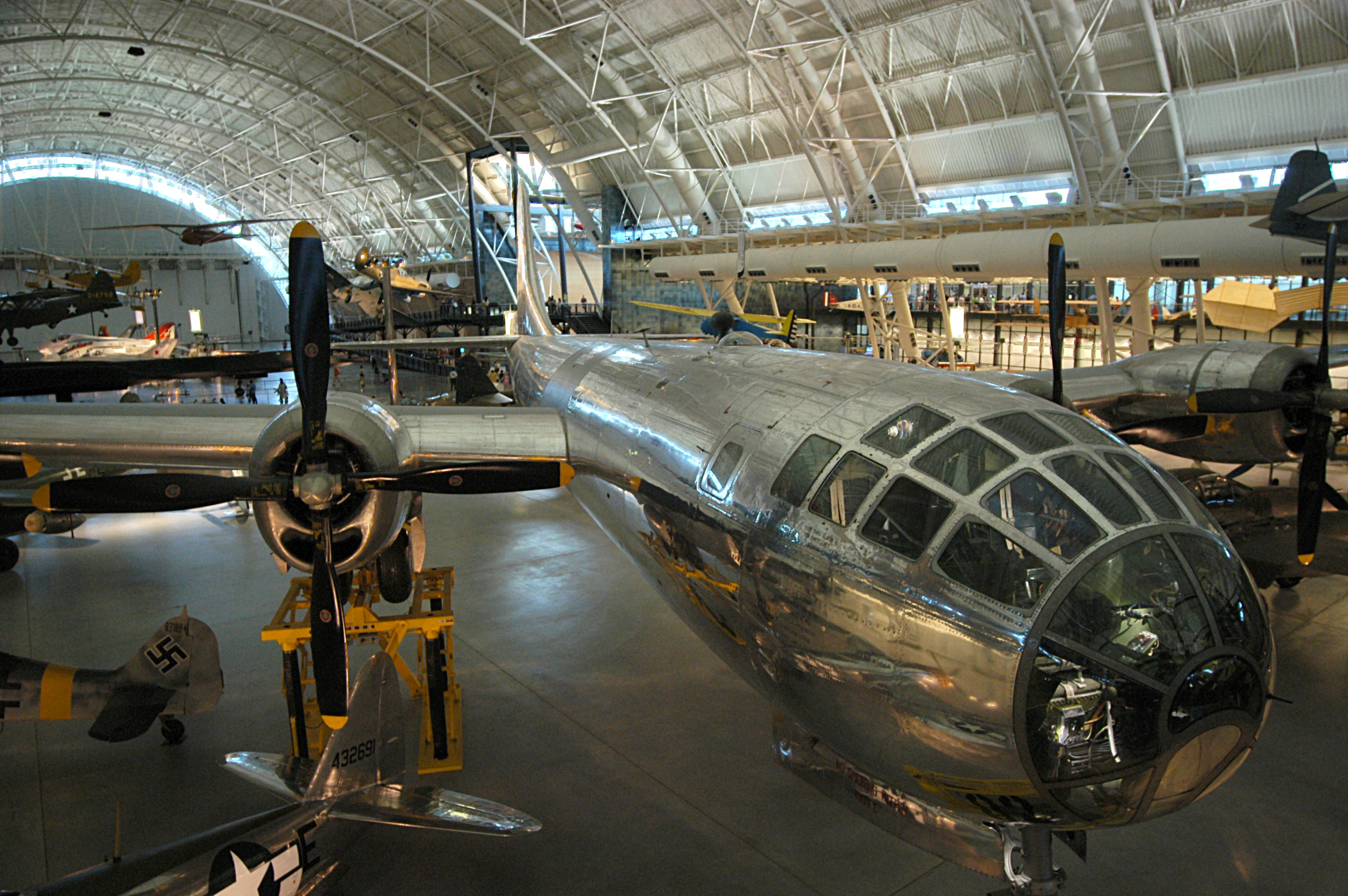
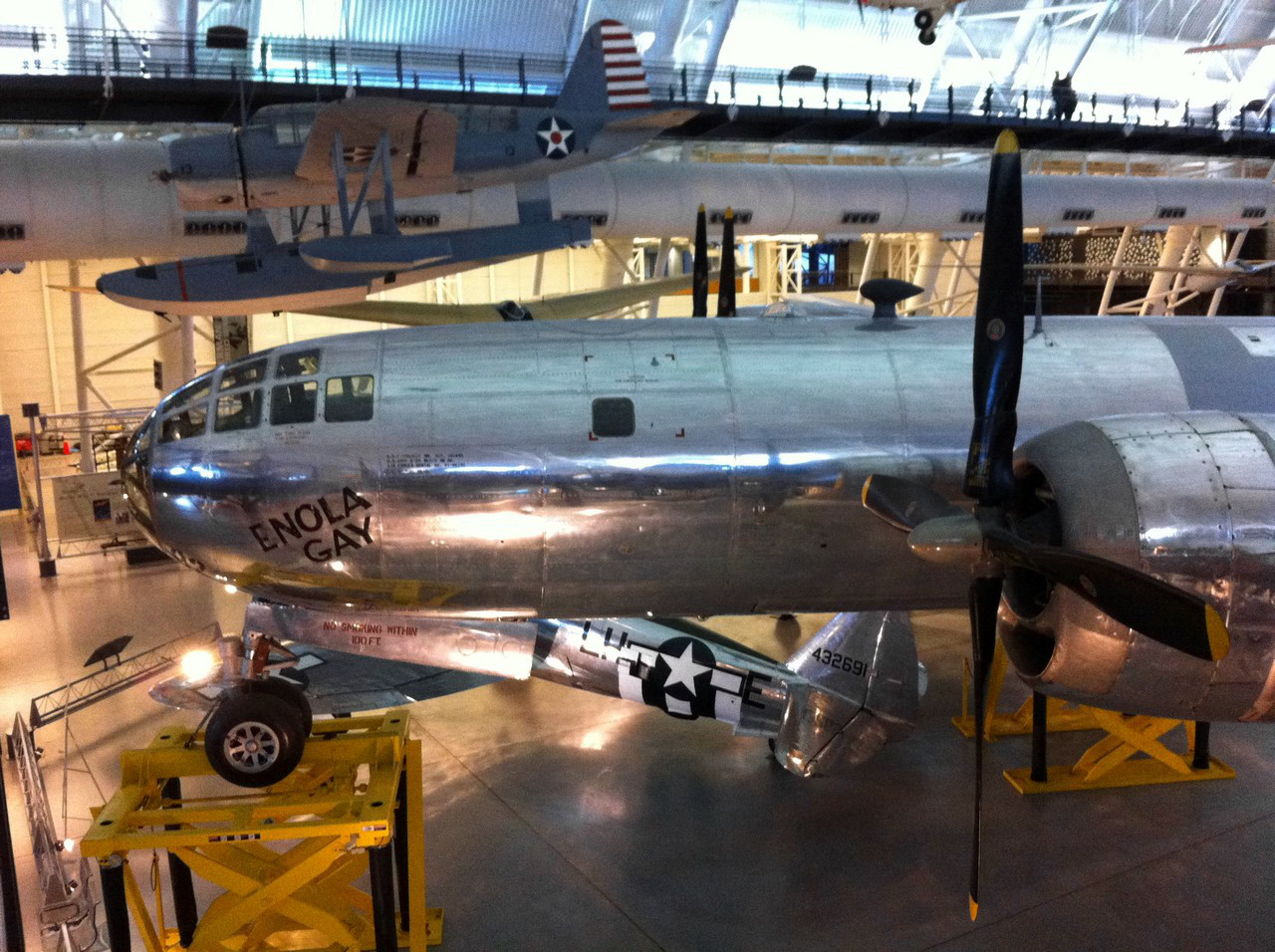